# 克钦邦
克欽邦（克欽語：Jingphaw Mungdaw），是緬甸聯邦東北部的克欽族自治邦。首府在密支那。設有密支那、八莫、葡萄三縣及18個鄉鎮市。
東部與中國雲南省怒江傈僳族自治州和德宏傣族景頗族自治州接壤，北部與中國西藏自治區林芝市相鄰，西北部則與印度接壤，西部与实皆省紧密相连，南部則與撣邦相鄰。
世界上超过90%的翡翠产于缅甸克钦邦密支那地区。翡翠传入中国是在明朝，明、清两代，翡翠工艺品在中国流行。从云南永昌（现保山）、腾冲至缅甸克钦邦的密支那一线是进行宝石贸易的商路，有“玉石路”、“宝井路”之称。

## 政治、軍事
克欽邦是緬甸聯邦內以克欽族為主體的高度自治邦。目前克欽獨立軍控制全邦，緬甸國防軍正在進攻克欽邦，企圖摧毀克欽民族武裝力量。

## 行政区划
克钦邦下辖6县：
- 密支那县（မြစ်ကြီးနားခရိုင်）
- 八莫县（ဗန်းမော်ခရိုင်）
- 葡萄县（ပူတာအိုခရိုင်）
- 莫寧縣（မိုးညှင်းခရိုင်）
- 其培县（ချီဖွေခရိုင်）
- 德乃县（တနိုင်းခရိုင်）

## 歷史

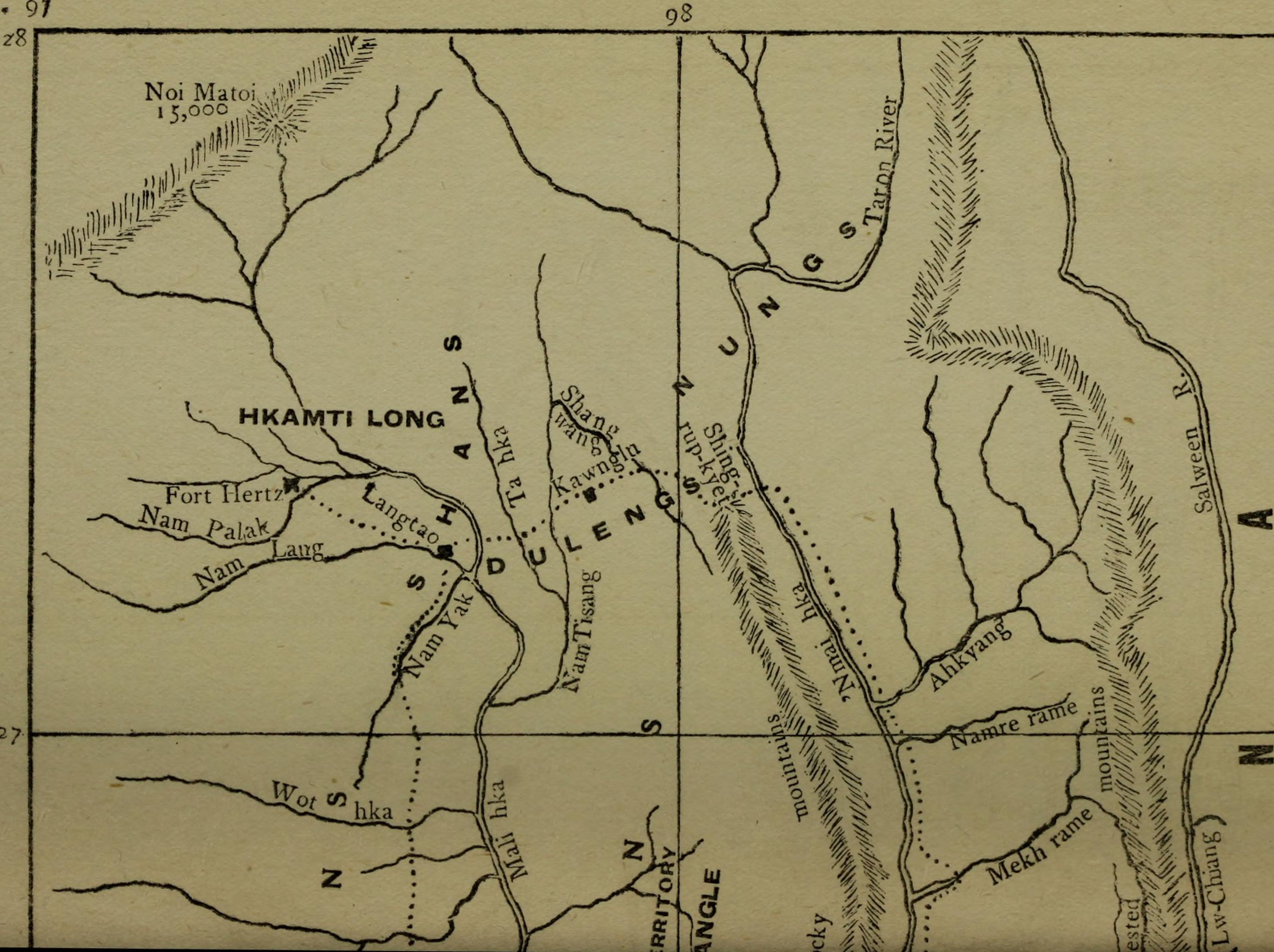
1921年法國所繪地圖

當地最早的居民是來自雲南的泰人，在6世紀開始泰人開始在當地建勐。

### 中国清朝
1760年清缅战争期间，中国清朝曾短暂控制过现在的克钦邦。
现在的克钦邦历史上居住着多个不同民族语言群体，其中包括阿侬人、傈僳族、景颇族、載瓦人、拉什族/拉奇族和朗瓦族/玛鲁族，他们的领土相互重叠，社会结构各异。“克钦”一词是英国人在殖民时期赋予的，指居住在南部缅族中部中心地带和北部中国之间的各民族。

### 独立后的缅甸
1947年2月12日，翁山將軍领导的独立前缅甸政府与掸邦、克钦邦和钦邦人民达成《彬龍協議》。该协议原则上接受“边境地区内部行政完全自治”，并设想由制宪会议建立克钦邦。缅甸于1948年1月4日获得独立。
1947年緬甸各邦向英國爭取獨立，同年翁山將軍依據彬龍協議同意將克欽邦、撣邦等地劃為自治區。1948年克欽邦成立，由密支那、八莫和葡萄三区构成。1962年奈温废除聯邦宪法，克欽獨立軍和克欽獨立組織相應而起，除了密支那等主要城鎮和鐵路沿線外，克欽獨立軍可說實際控制了克欽邦，對外貿易主要是走私玉和毒品到中國大陆。
1994年與緬甸政府簽訂和平協定，允許克欽獨立組織可以控制克欽邦，但仍有少數克欽邦獨立軍和克欽獨立組織的成員仍不滿意，因此目前克欽邦的政局仍不穩定。

## 地理
緬甸最高峰開加博峰與最大湖印多吉湖都在其境內，德奈卡河流域的戶拱平原和邁立開江流域的葡萄平原是重要的平原，是供給克欽人生活重要的地區。

### 地形
克欽邦面積89041平方公里，38.66%是平原，61.34%是山區，平原面積大約有250萬英畝。大約有100萬英畝地是可種植的農田，可種植稻米、玉米、大麥、葡萄等。

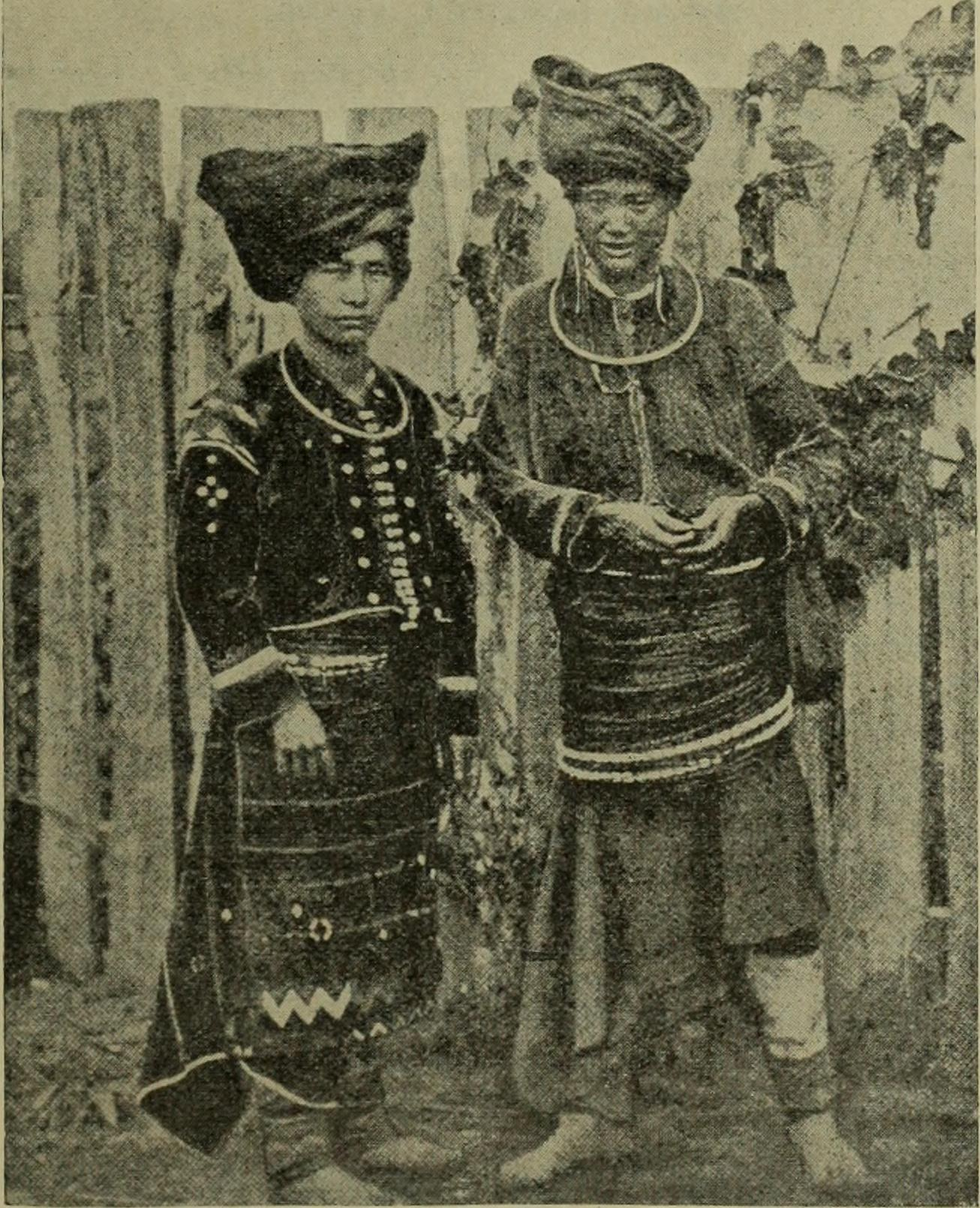
1898年克钦民族服飾，與雲南一帶幾乎一致

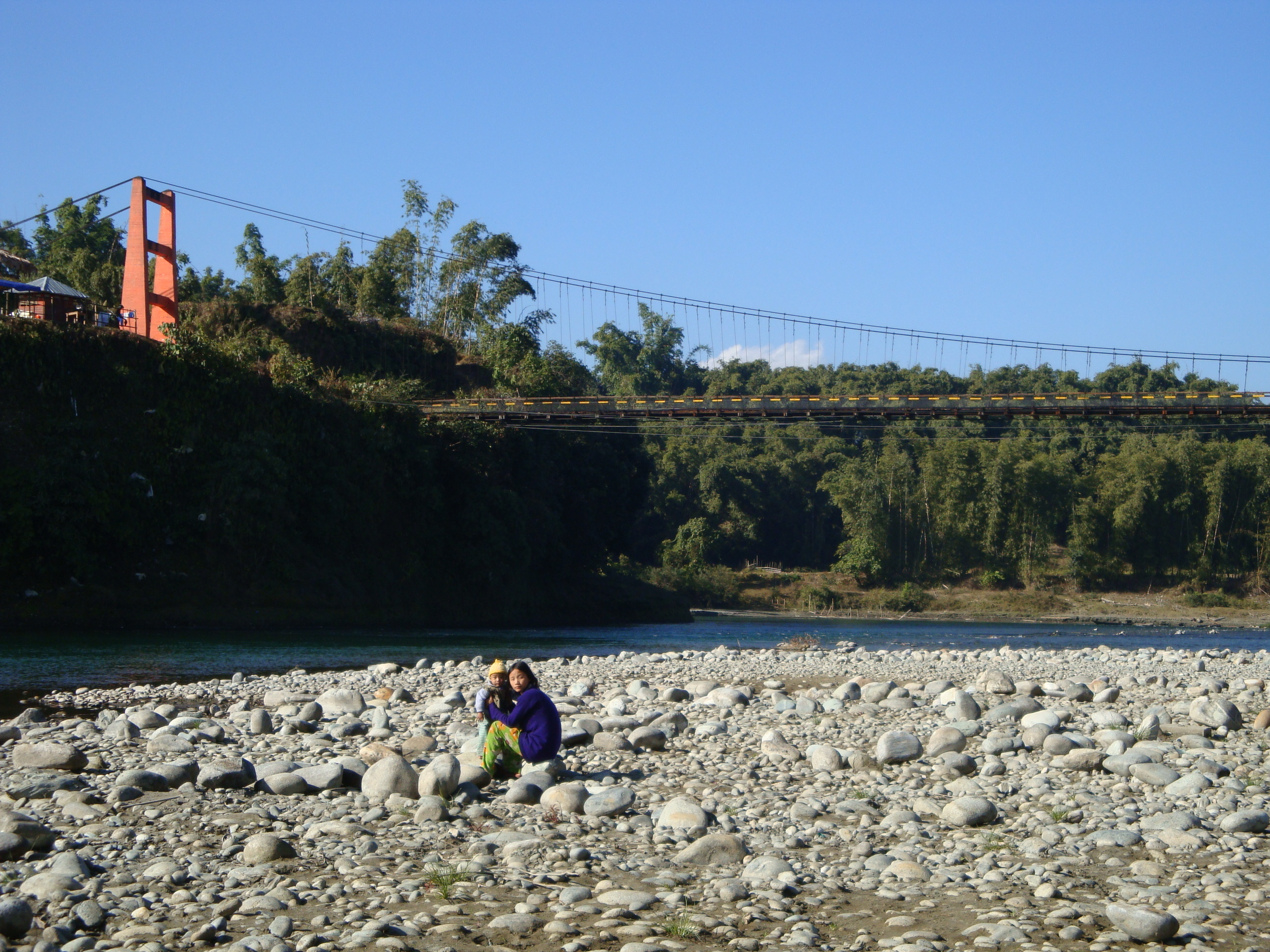
恩梅開江

#### 山脈

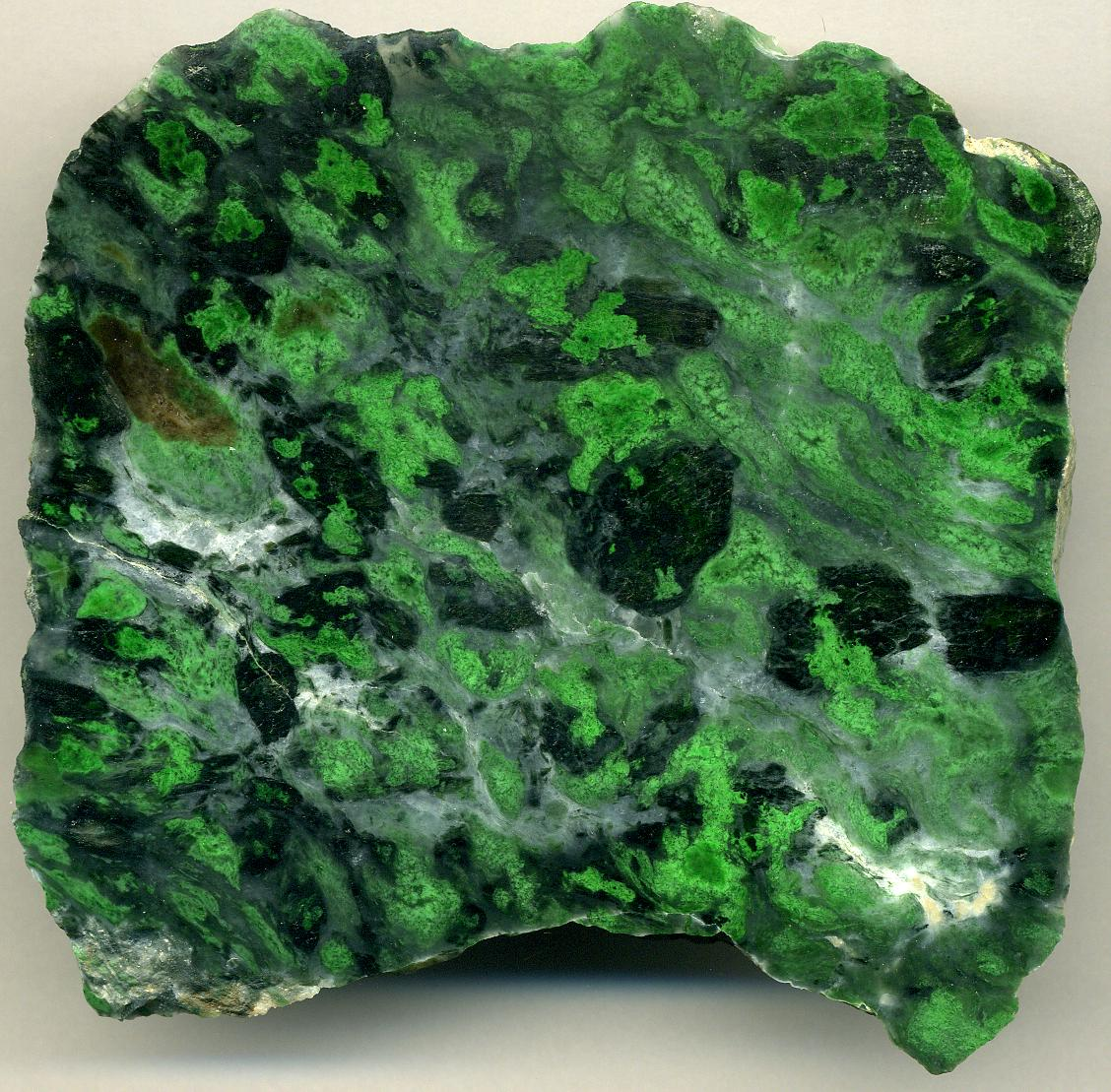
克欽所產翡翠

高黎貢山、江心坡、克欽山、那加山、開加博峰

### 水文

#### 河流
- 恩梅開江
- 邁立開江
- 塔奈河

#### 湖泊
- 英多機湖

## 族群
克欽邦主要族群有克欽族（景頗族）、傈僳族、載瓦族、緬族、怒族、掸族以及漢人（果敢族）及少量藏族人。中國雲南的少數民族景頗族与克欽族是同一民族。男人喜穿黑色對襟上衣，下穿圍布或短褲並配刀於身上。婦女一般穿黑色短衫和花圍裙。

## 城市
- 密支那
- 八莫
- 葡萄
- 孟拱
- 孟緩
- 新平洋
- 孫布拉蚌

## 交通
- 航空：密支那機場（英语：Myitkyina Airport）、八莫機場、葡萄機場
- 公路：滇緬公路、中印公路
- 鐵路：曼密鐵路（曼德勒到密支那的鐵路）

## 經濟
主要經濟來源為農業，農業以稻米為主，有70%的可耕地，其他作物為高粱、玉米、甘蔗、油菜等。除農業外，主要的經濟來源是靠克欽邦生產的翡翠和柚木。翡翠分布於漢巴、龍欽等地，柚木則分布於八莫、密支那。但由於最近柚木盜採相當嚴重，使克欽邦政府蒙受相當大的損失。

## 参閱
- 缅甸联邦第一特区、佤邦、缅甸掸邦东部第四特区